# Microserica marginata
Microserica marginata är en skalbaggsart som beskrevs av Brenske 1896. Microserica marginata ingår i släktet Microserica och familjen Melolonthidae. Inga underarter finns listade i Catalogue of Life.